# Crystal Symphony

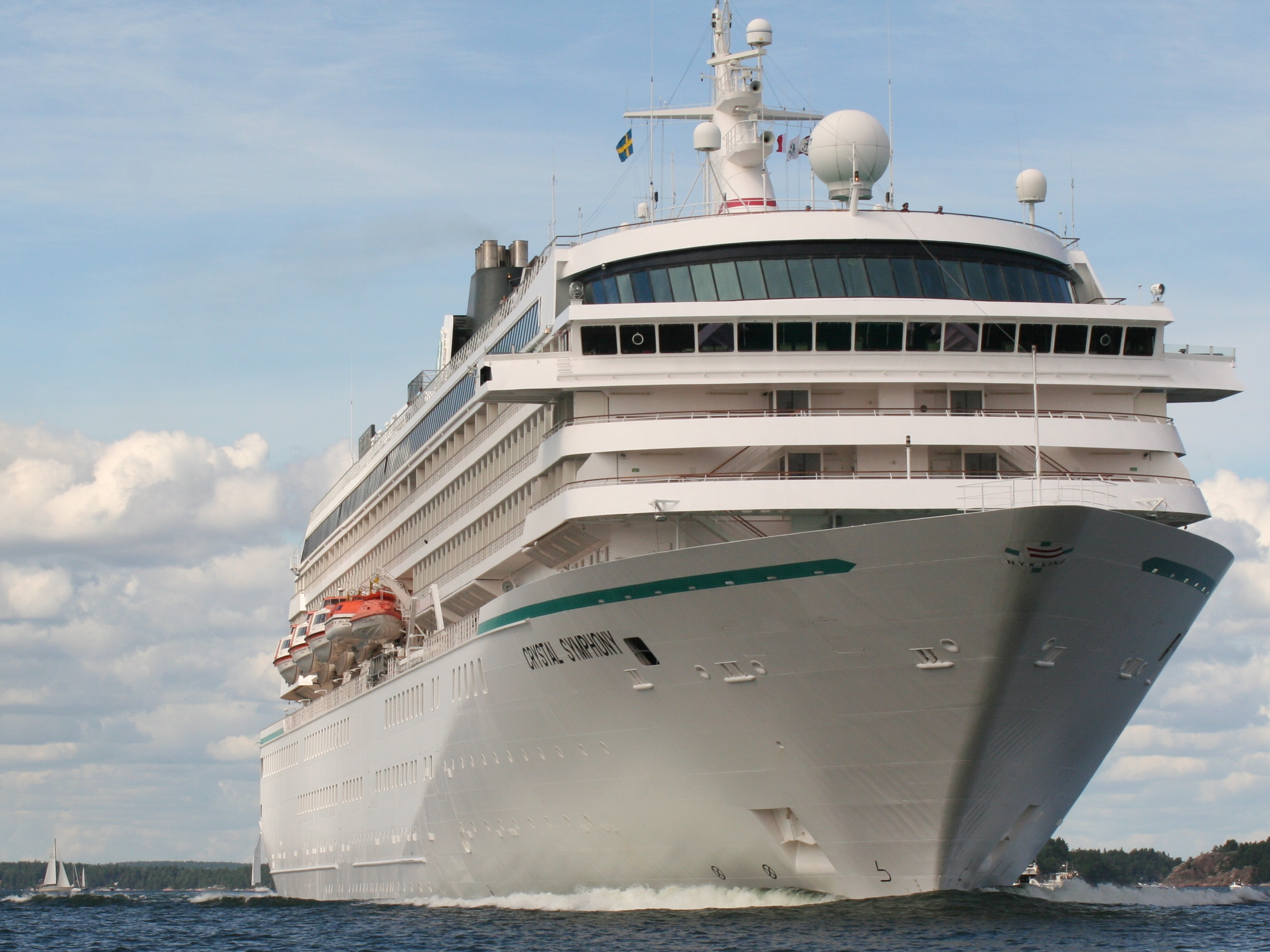
Crystal Symphony på väg från Stockholm på Saxarfjärden öster om Lillsved i Stockholms skärgård.

Crystal Symphony är ett Bahamasregistrerat kryssningsfartyg byggt för Crystal Cruises 1995. Fartyget har ett tonnage på 51 044 ton, mäter 238 meter i längd, och tar ombord 940 gäster och 545 besättningspersoner. Crystal Symphony anlöper Stockholms hamnar flera gånger per år.

### Webbkällor
- Crystal Cruises

Den här artikeln är helt eller delvis baserad på material från engelskspråkiga Wikipedia, tidigare version.